# Мужское нательное бельё
Мужско́е нате́льное бельё (оно же ни́жнее бельё, исподнее) — мужская одежда, надеваемая непосредственно на тело и предназначенная для создания благоприятных гигиенических условий, а именно защиты одежды от выделений организма, комфорта при ношении одежды, отведения влаги, дополнительного утепления организма.

## История и виды

### Традиционное бельё
Наиболее древней нательной одеждой является традиционная рубаха. Появилась она ещё в древности как платье, закрывающее руки, торс и бёдра. В том или ином виде рубаху использовали все народы мира. Порой слово «рубаха» было синонимом слова «одежда». В новом тысячелетии рубаха постепенно стала нательным бельём, поверх которого могли одеваться другие слои. В самом простом варианте это верхняя и нижняя рубаха. Шилась она из льна или хлопка, была в активном употреблении у всех слоёв общества до Нового времени, когда появилась дворянская рубаха, пышная и отделанная кружевой. Традиционная рубаха как правило носится навыпуск, не заправляясь, могла иметь длину от середины бедра до колена. Для крестьян Средневековья могла быть единственной одеждой, те же, кто могли себе позволить и другую одежду, надевали сверху безрукавки, робы, куртки, плащи и пр.
С появлением моды на шоссы в Западной Европе появилось брэ. Оно имеет длину до колена, завязывается тесёмками в талии (высокая средневековая талия, дополнительно скреплялась верхним ремнём). У обеспеченных людей, дворян, странников, воинов и в зимнее время было исключительно исподним бельём. Крестьяне же летом могли ходить в одном брэ и больше ни в чём. Воины поверх брэ одевали стёганные штаны, знать и обеспеченные люди — узкие шоссы, которые тесёмками подвязывались к поясу брэ. Зимой носились более свободные шоссы, шерстяные, часто сшивные.
С древних времён существуют чулки — шерстяные изделия длиной до колена, носимые как правило под сапогами при холодной погоде. Особенно были распространены в северные странах, где вместе с обитыми мехом сапогами представляли надёжную защиту от холода и снежных сугробов. Мужчины носили со штанами в тех регионах, где они существовали, в других регионах носились сшивные шерстяные шоссы, которые по сути их заменяли. Женщины же совмещали шерстяные чулки с утеплёнными панталонами. Однако задача чулок скорее была в том, чтобы защитить ноги от промокания и стопы от промерзания, а также обеспечить дополнительный комфорт при пользовании обувью. Основная роль в утеплении была у плаща, как правило, толстого и массивного.
В середине XVII века при дворе короля Людовика XIV был внедрён новый дворянский костюм, который состоял из камзола, жилета и кюлот. Вместе с тем придворными портными было создано и новое нательное бельё, а именно полукальсоны (они же мужские панталоны), которые произошли от брэ и носились под кюлотами и мужские чулки белого цвета, которые сочетались с туфлями, имевшими характерную крупную пряжку. С распространением брюк спустя полтора века полукальсоны продолжили носиться в жаркую погоду, когда в полных кальсонах не было необходимости. В дальнейшем от них произошли боксёрские шорты и современные боксеры.
В этот период также вошла в употребление дворянская рубаха, для которой характерны объёмные рукава и отделка кружевом. На груди кружево образовывало манишку. Рубашка в этот период уже считается нижним бельём и появление в одной рубашке значило неформальную ситуацию (домашний быт, сон, побег и т. п.). Рубаха и раньше была нательной, но тогда (в Средние века) наличие дополнительной одежды говорило лишь о богатстве человека (белая льняная рубаха и штаны под стать ей — типичный образ нищего). Теперь же должно было появляться в полном костюме. При особо жаркой погоде и в колониях ходили в рубашке и жилете, снимая камзол.
В конце XVIII века появилась нижняя сорочка (исподняя рубаха), имевшая вид свободной хлопковой рубашки без воротника с несколькими пуговицами у горловины. Изначально вместе с кальсонами предложена как одежда для сна. До этого времени мужчины носили свободные рубахи, в которых и спали, и которые носили под одеждой. Видны были как правило только манжеты и часть воротника. Однако новый мягкий комплект приглянулся и вскоре стал использоваться как нижнее бельё. Как никак, вместо кюлот и бридж уже начинали носить шерстяные брюки, и хлопковая прослойка под ними создавала комфорт при ношении. Немногим позже для сна стали использоваться пижамы нового образца, сейчас известные как классические пижамы (шьются из гладкого хлопка или фланели, представляют собой рубашку на больших пуговицах и прямые брюки).
Особенность нижнего белья в этот период заключается в том, что не было какого-то правила по его ношению, и иногда нижняя сорочка или комбинезон поддевались, а иногда нет.
Привычное современному обществу сочетание в виде футболки или майки с жёсткой рубашкой с отложным воротником сформировалось только в 1930-е годы. Рубашки второй половины XIX века и начала XX были без воротника и более мягкими (даже мятого вида, в плане не жёсткого), и их часто надевали прямо на тело, так как они всё равно будут закрываться жилетом, пиджаком/сюртуком и пальто. Это сочетание было довольно тёплым и вторая сорочка уже не требовалась. Любая сорочка считалась нижним бельём, даже появившаяся жёсткая рубашка со сплошной застёжкой на пуговицах и отложным воротником. Воротник в то время был отдельным элементом и пристёгивался сверху сорочки.
На нижнюю же часть тела надевались кальсоны (они же подштанники, исподние штаны), сделанные из хлопка, шерсти либо их сочетания. Высокая доля шерсти согревает ноги в холодную погоду. Они, как правило, надевались всегда вплоть до изобретения трусов, которые стали заменять их в тёплую погоду начиная с 1930-х годов. Традиционно кальсоны и трусы вместе не одеваются, так как выполняют одну и ту же функцию. Это стало распространённым позже, когда трусы стали носиться круглый год, появились утеплённые брюки, и часто люди имеют мало кальсон и сочетают их с трусами, чтобы реже стирать.
В 1869 году в Ютике, штат Нью-Йорк был запатентован нижний костюм, представлявший собой цельный комбинезон из фланелевой ткани (традиционно красной) с длинными рукавами и штанинами, который застегивался впереди с помощью пуговиц. Рабочий класс и фермеры предпочитали тёмные варианты, так как стирали их не часто, а знатные господа могли позволить себе белое исподнее, которое регулярно стиралось. Сзади имелся отстёгивающийся клапан для удобства посещения туалета, который из-за комичного вида получил прозвища «смотровой люк», «откидное сиденье» и другие. Нательный костюм пользовался спросом до 1920-х годов, хотя во многих сельскохозяйственных районах использовался ещё с полстолетия.
К концу XIX века активно продавались нижние рубашки и кальсоны, причём первые могли быть как и сплошные, так и на пуговицах. Прототип футболки приобрёл популярность в рабочем классе, где были осознаны её удобство и практичность. Во время испано-американской войны 1898 года нижняя рубашка с коротким рукавом без пуговиц (прототип современной футболки) была униформой морской пехоты США и носилась по уставу под кителем. В жаркую погоду матросы снимали последние и работали в одних футболках, которые не стесняли их движения.
Во время Первой мировой войны футболка получила своё современное название T-shirt и использовалась как уставная одежда в западных армиях, после чего быстро распространилась по миру, вскоре сменив нательные комбинезоны, мода на которые уже подходила к концу.

### Классическое бельё
В классическом понимании мужская сорочка также является нательным бельём. Вплоть до завершения Второй мировой войны позволительным было показывать только манжеты и ворот сорочки. Остальная её часть была скрыта жилетом и пиджаком. Вылезшая из-под жилета сорочка была показателем неряшливости и комичности образа и часто изображалась в карикатурах на тему. Снятый пиджак был признаком неформальности ситуации либо очень жаркой погоды, при которой его снимать было позволительно. Например, доктор при работе с пациентами или служащий в своём кабинете как правило снимали пиджак.
К началу 1930-х годов на основе полукальсон и боксёрских шорт появляются первые виды трусов, на сегодняшний день считающиеся классическими — боксеры и брифы. Более свободные, произошедшие от боксёрских шорт и более узкие, сидящие по фигуре, они часто рассматриваются в классической литературе о нижнем белье. Именно от них произошли все прочие типы.
- Бо́ксеры (англ. boxers, в постсоветском пространстве также называют «семейные») — наиболее свободный тип мужского белья, шорты, которые сажаются пуговицами или резинкой в талии, а в ногах уже свободны, не сжимают их. Сейчас делаются различные варианты, как более свободные, так и более облегающие.
- Брифы (англ. briefs) — более облегающий тип белья, оставляют ноги свободными от ткани, облегают ягодицы и садятся в талии либо ниже неё, в зависимости от модели. Основным отличием от слипов является наличие гульфика — прорези в двух слоях спереди для удобства посещения туалета (нет необходимости заново заправлять всё друг в друга).

В то же время появилась классическая рубашка современного типа, прямого кроя, уже более жёсткая и имеющая отложной воротник. Некоторое время она также считалась нижним бельём, однако в этот период стало позволительно носить её только с вязаным жилетом, оставляя рукава открытыми. Это не касалось официальных ситуаций, таких как посещение театра, светского вечера и т. п. Однако в тёплую погоду в городе либо за городом это уже становилось нормой.
С этого же период носится нательный верх современного типа:
- Футболка (англ. T-shirt) — нательное бельё с коротким рукавом, покрывает торс и плечи, может иметь круглый или треугольный вырез. Шьётся из хлопка.
- Майка (англ. sleeveless shirt) — нательное бельё, держится лямками на плечах, имеет глубокий вырез сзади и спереди. Шьётся из хлопка.

Классическая нижняя сорочка продолжает шиться с длинным рукавом, однако уже как правило без трёх пуговиц у ворота. После Второй мировой войны в русскоязычном сообществе слово «футболка» начинает постепенно вытеснять название «нижняя сорочка». Сейчас верх с длинным рукавом может называться футболка с длинным рукавом, фуфайка, нижняя сорочка, нижняя рубашка, исподняя рубашка, лонгслив (англ. long и sleeve — длинный рукав).
Также к классическому мужскому белью относятся носки — хлопковые для тёплой погоды, и шерстяные для холодной. В классическом варианте они облегают стопу, щиколотку и нижнюю часть голени. Для ношения с классическими ботинками в холодную пору года предусмотрены вязаные шерстяные гетры (несколько длиннее обычных носков). В них заправляются кальсоны.
В 1950-е годы участились попытки ношения одной футболки, когда общество ещё не привыкло к отдельной сорочке. В неформальной обстановке стало позволительно  носить рубашку-поло либо сорочку с коротким рукавом.
В 1960-е годы появились верхние футболки, не требующие какой-либо одежды сверху. Пока это стиль, характерный для хиппи, музыкантов, молодёжи.
В 1970—1980-е годы тенденция стала общепринятой, отныне футболки подразделяются на нижние и верхние.

### Современные типы белья
- Транки (англ. trunks) (они же трусы-шорты, брифы-боксеры) — нечто среднее между брифами и боксерами, шорты, которые, как правило хорошо тянутся и садятся по фигуре, захватывают часть ног и садятся в талии. Произошли как сочетание брифов и боксеров в качестве компромиссного варианта для завершения конфликта предыдущих (мужчины, как правило, носили только один вид и не любили второй).
- Слипы (англ. slip) — трусы типа «плавок», отличаются тем, что не покрывают ноги. Произошли от брифов, не имеют гульфика, сидят низко на бёдрах. Получили распространение в 1970—1980-е годы, так как их удобно носить с зауженными брюками на низкой посадке.

- Хипсы — современный тип трусов, отличительные особенности — укороченные штанины и низкая посадка на бёдрах (англ. hips — бёдра).

- Термобельё — комплект из футболки с длинным рукавом и подштанников, может быть как классическим хлопковым, так и с добавлением шерсти, так и функциональным из синтетических материалов. Часто носится именно для базового утепления зимой, либо для эффективного водоотведения (при занятиях спортом, в путешествиях и экстремальном туризме).

## Современный ассортимент мужского белья
В современных линейках мужского нижнего белья представлены:

### Классическая линейка
Традиционное бельё для тёплой погоды изготовляется из 100 % хлопка, в современности также изготовляются модели с 5 % эластана, которые лучше облегают фигуру. Нательное бельё для холодной погоды может изготовляться из смеси хлопка и шерсти, шерсти или шерсти с добавлением акрила.
Верх:
- Футболка нательная с круглым вырезом
- Футболка нательная с V-образным вырезом
- Майка нательная
- Традиционная нижняя сорочка (футболка с длинным рукавом, также фуфайка)

Низ:
- Трусы-боксеры
- Трусы-транки
- Трусы-брифы
- Трусы-слипы
- Кальсоны классические хлопковые
- Кальсоны утеплённые с добавлением шерсти, шерстяные или из смеси шерсти и акрила

Стопы:
- Носки классические хлопковые
- Носки классические шерстяные
- Носки вязаные — отличаются большей толщиной, лучше согревают тело
- Гольфы — имеют длину для колена, произошли от английского охотничьего костюма, где носились с бриджами и кожаными ботинками на шнурках.

Комбинированное:
- Ночная рубашка — длинная свободная рубашка для сна, традиционно длиннее колена.
- Пижама классическая — трикотажные рубашка и брюки свободного покроя, предназначенные для сна.

### Современная линейка
- Трусы-хипсы
- Трусы-боксеры облегающие
- Трусы-транки спортивные
- Трусы велосипедные (спортивные)
- Термофутболка (синтетическая)
- Термокальсоны (синтетические)
- Пижама современная — трикотажная футболка и штаны (либо шорты).
- Носки треккинговые

### Необычное бельё
- Танга (англ. tanga) — не закрывающее ягодицы бельё с заниженной талией из двух треугольников на резинках или ленточках по бокам. Чаще изготавливаются из тонких, растягивающихся тканей[4].

- Стринги (англ. G-string) — не закрывающее ягодицы минимизированное бельё, задняя часть которого представляет собой узкую полоску ткани или ленточку, располагающуюся между ягодицами[5].

- Джоки (англ. jockstrap) — нижнее бельё с защищающим паховую область мешочком, схожее спереди с танга или стрингами, но фиксирующееся специальными эластичными лямкам, проходящими снизу ягодиц[6].

- Бандаж балетный (англ. dance belt) — нижнее бельё для артистов балета, фигуристов, воздушных гимнастов и так далее, объединяющее в себе джоки и стринги, но со значительно более плотной фиксацией гениталий к телу[7].